# Bauska

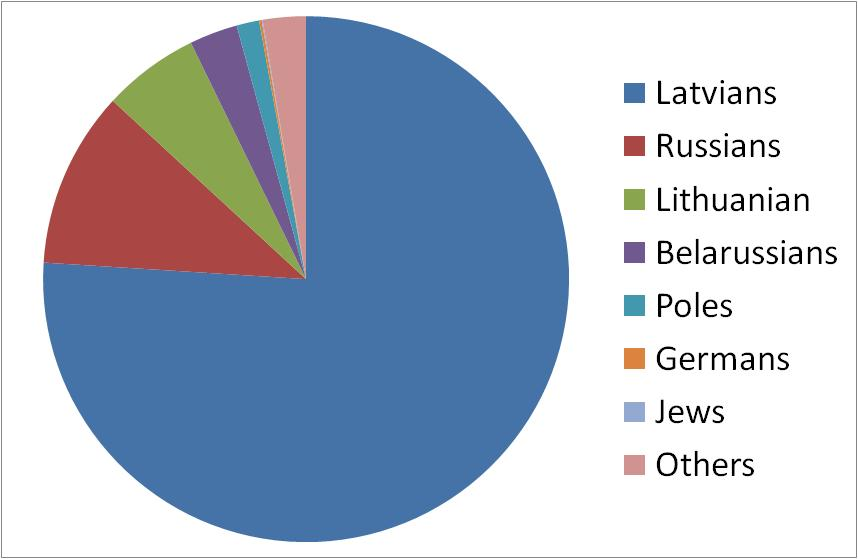
Etniska grupper i Bauska.

Bauska är en stad i Lettland och huvudort i kommunen Bauska i Semgallen. Den ligger 66 km från Riga och cirka 20 km från den litauiska gränsen. Invånarantalet i Bauska är cirka 11 700 och arean är 634,4 hektar. Staden fick sina stadsrättigheter 1609.

## Historia
Staden intogs 1629 av Gustav II Adolf och 1701 intog Karl XII staden under sitt krigståg mot Polen. År 1812 stod här slaget vid Bauske mellan preussiska och ryska trupper.
Bauska blev hårt åtgånget under andra världskriget, då staden låg precis vid fronten 1944.

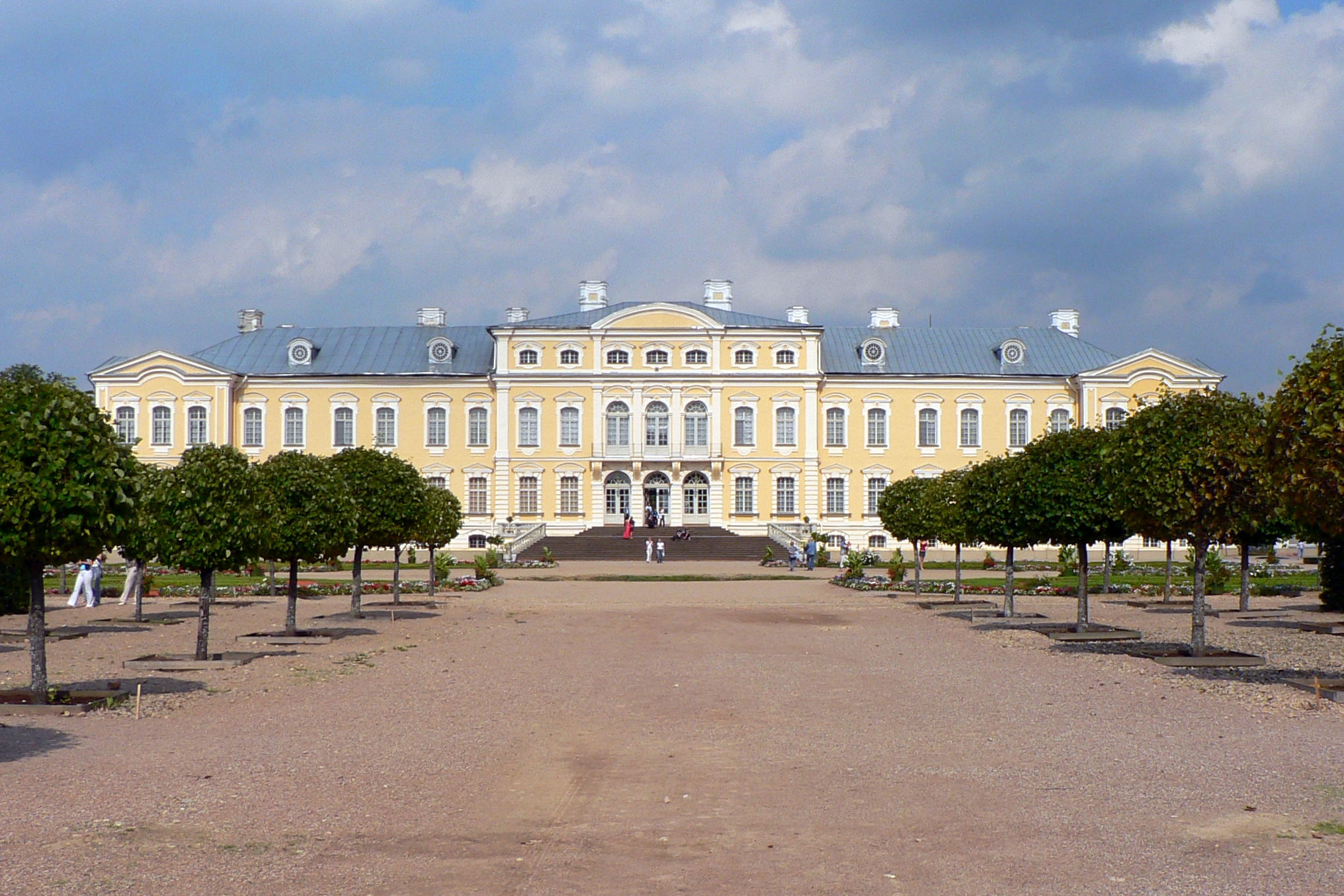
Rundāles pils

## Byggnader
I utkanten av staden ligger det återuppbyggda Bauska slott som sprängdes av retirerande ryska trupper under Stora nordiska kriget. Nära Bauska ligger slottet Rundāles pils, byggt på 1740-talet av Bartolomeo Rastrelli.

## Internationellt
Bauska är vänort med Hedemora i Dalarnas län. Genom kyrkokollekt har Hedemora församling hjälpt Bauska med pengar till ett nytt kyrktak.